# Webbläsarspel
Webbläsarspel är den sorts datorspel som är i form av en webbplats eller finns inbäddade på en webbsida och körs i besökarens webbläsare i samband med att webbsidan visas. De skiljer sig från andra datorspel på så vis att de spelas endast med hjälp av en webbläsare och annan programvara relaterad till webbläsaren. Därmed kräver de ingen installation av ytterligare programvara på ett system som redan är utrustat för att ta del av multimedia via webben. Vanliga tekniker i dag för att producera webbspel är WebGL och wasm. Tidigare var Adobe Flash, Java och Macromedia Director de dominerande utvecklarverktygen.

## Originella eller populariserade genrer
Flera spelgenrer utvecklades ursprungligen som webbläsarspel eller populariserades av dem. Dessa inkluderar:
- Ett utklädningsspel, som blev populärt med Flash-spel i slutet av 2000-talet.[2]
- Oändlig löpare. Element av genren förekom i vissa spel redan på 1980-talet, men det var webbläsarspelet Canabalt 2009 som populariserade genren.[3][4]
- MMORPG-spel i webbläsare - utbudet av spel är utformat för alla typer av spelare som föredrar fantasiepos eller futuristiska rymdstrider.[5]
- . io-spel - En genre av gratis multiplayer-onlinespel som blev populärt med framgången för Agar. io under 2015. Spel kännetecknas vanligtvis av enkel grafik och gameplay i en free-for-all multiplayer-arena. Termen ". io" kommer från domänen. io , som ursprungligen tilldelades det brittiska territoriet i Indiska oceanen[6] men som har blivit populärt bland spelutvecklare på grund av sin korta och minnesvärda karaktär. Spel. io har blivit mycket populära under COVID-19-pandemins topp 2020-2021 på grund av deras tillgänglighet online. Men de flesta spel, inte bara. io, upplevde också tillväxt vid denna tidpunkt.
- Social media gaming - Spel som förlitar sig på sociala medier. Dök upp i slutet av 2000-talet och ledde till succéer som FarmVille och Mafia Wars.
- Tower defense - Vissa element i denna genre fanns redan i Rampart (1990),[7] men har populariserats av Flash-baserade spel sedan slutet av 2000-talet. I synnerhet anpassades Warcraft III Element TD-modulen för Flash i januari 2007 och skapade en våg av intresse för mediet.

Gameplay i spel kan vara turbaserat, där spelarna får ett visst antal "drag" för att utföra sina handlingar, eller realtid, där spelarnas handlingar tar en verklig tid att slutföra. Den mest anmärkningsvärda är genren realtidsstrategi.